# Вікторія (парк-пам'ятка садово-паркового мистецтва)

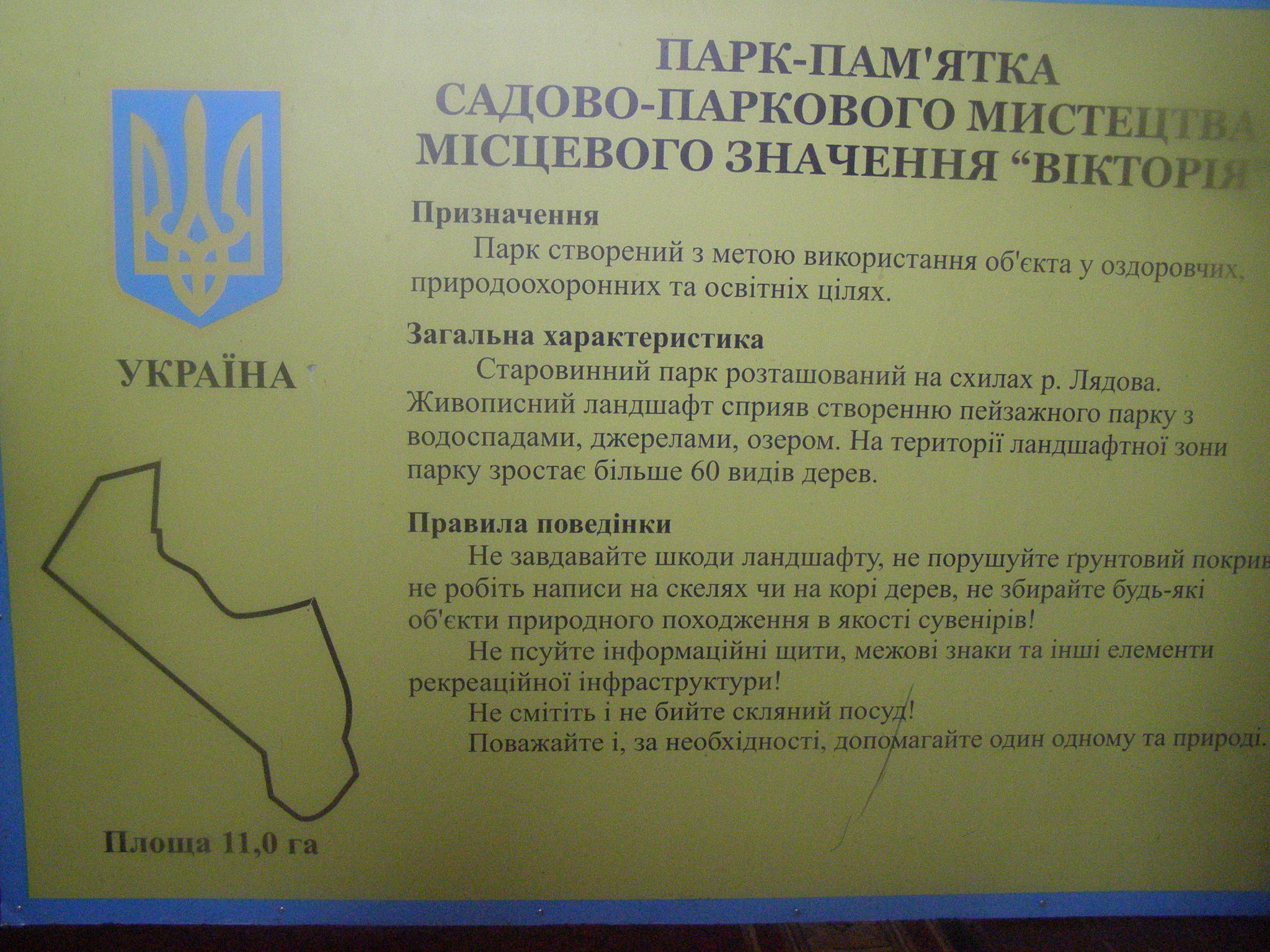
Вікторія

Вікторія — парк-пам'ятка садово-паркового мистецтва місцевого значення, розташований на території с. Котюжани Мурованокуриловецької громади Могилів-Подільського району Вінницької області. Оголошений відповідно до Розпорядження Вінницької облдержадміністрації від 22.12.95 р. № 200. Охороняється старовинний парк на схилах р. Лядова, де зростає близько 60 видів дерев.
В Котюжанах спочатку була одноповерхова садиба, яка будувалась в 1885 році. На початку XX століття місцеву садибу придбав відставний царський генерал Ценін, але прожив в ній він не довго. В 1910 році, під час селянських заворушень садиба була спалена. Вже вдова генерала — Е. Ценіна, в 1912 році, відбудовує спалений палац і в реестрах архітектурних пам'яток вона фігурує під назвою «садиба Ценіної». Автором проекту був відомий петербурзький архітектор Оскар Мунц.
За радянських часів садиба була передана під дитячий інтернат, що власне і врятувало її від руйнування. Зберігся парк, який хоч і втратив багато зі своєї первісної краси, але все ще справляє дуже приємне враження. Збереглися декілька деталей оформлення парку, наприклад, камінний стіл.
|  | «Старий фруктовий сад та великий парк спускаються до Лядової. Місцевість цілковито казкова, неначе призначена для пейзажного парку. М'який скат переходить в байрак — крутий, урвищний, одягнений камінням й густим чагарником. Всюди б'ють джерела з дивної чистоти смачною водою. Над шумним водограєм височіє, спираючись на скелю, романтичний триарковий міст-віадук, з котрого видно каньйон, куди спадають води річки — притоки Лядови, здається ще глибшим, таємничішим — весь в зелені, цівках потічків, в невгамовному пташиному щебетанні.» |

## Галерея

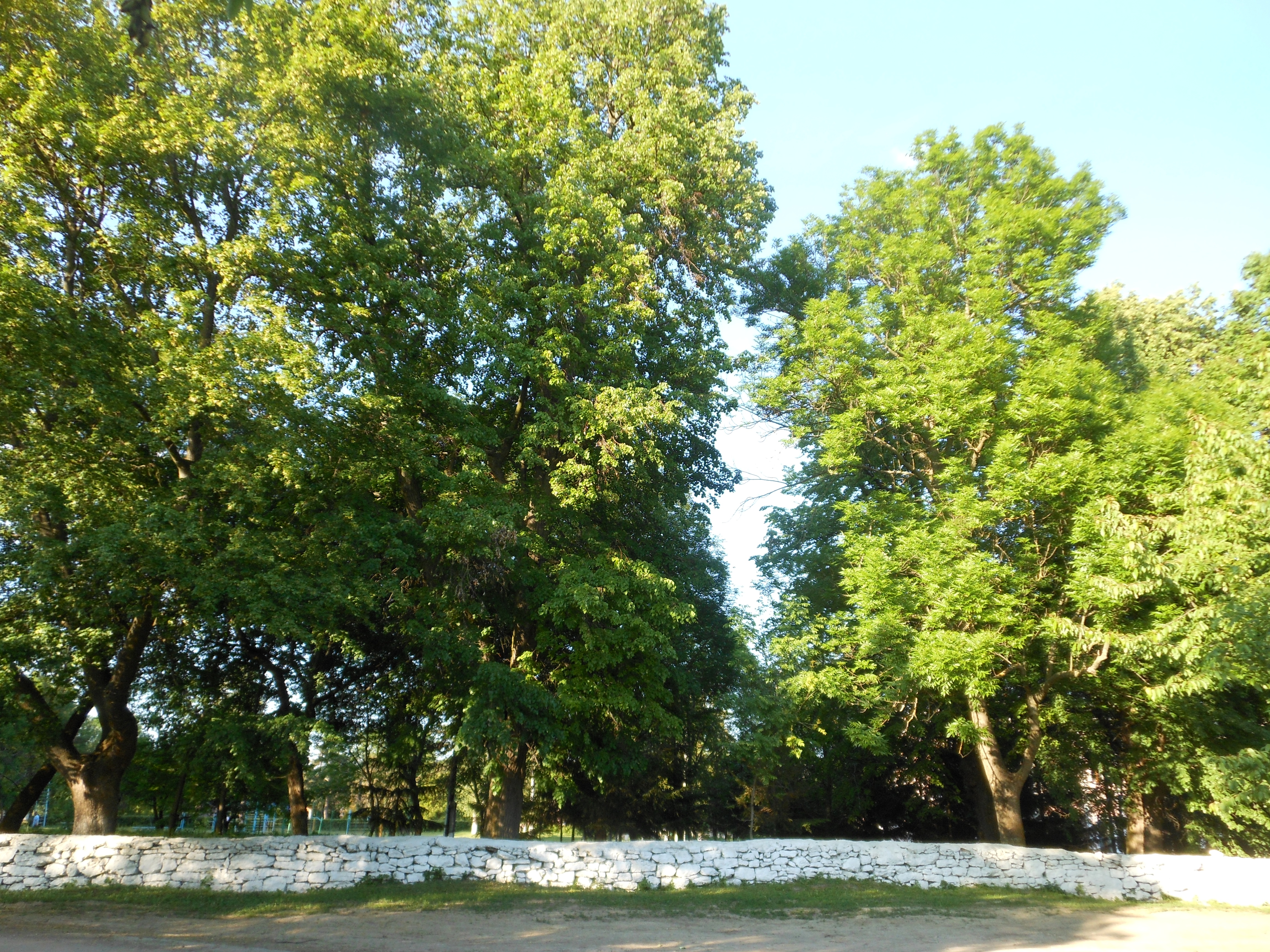
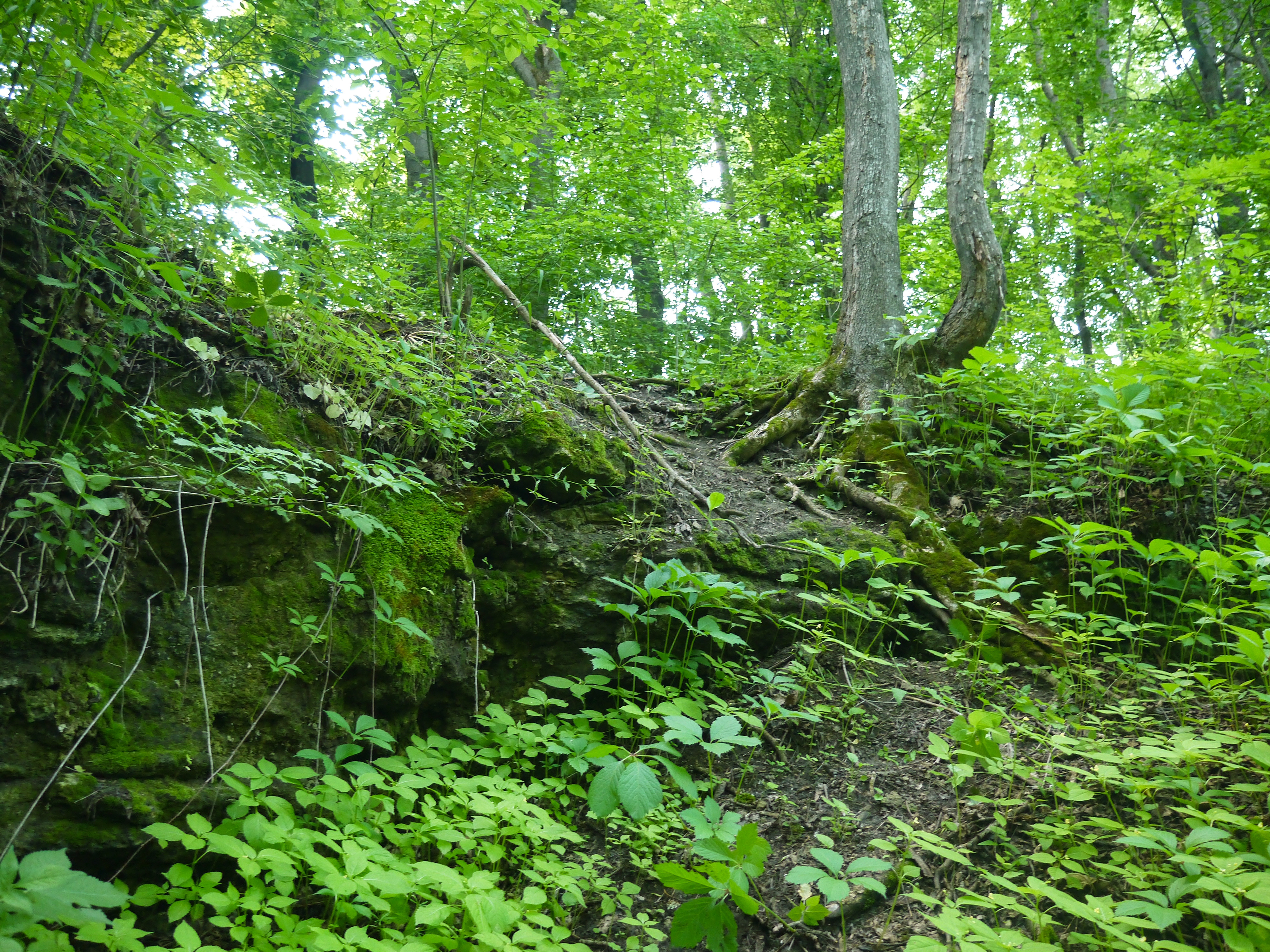
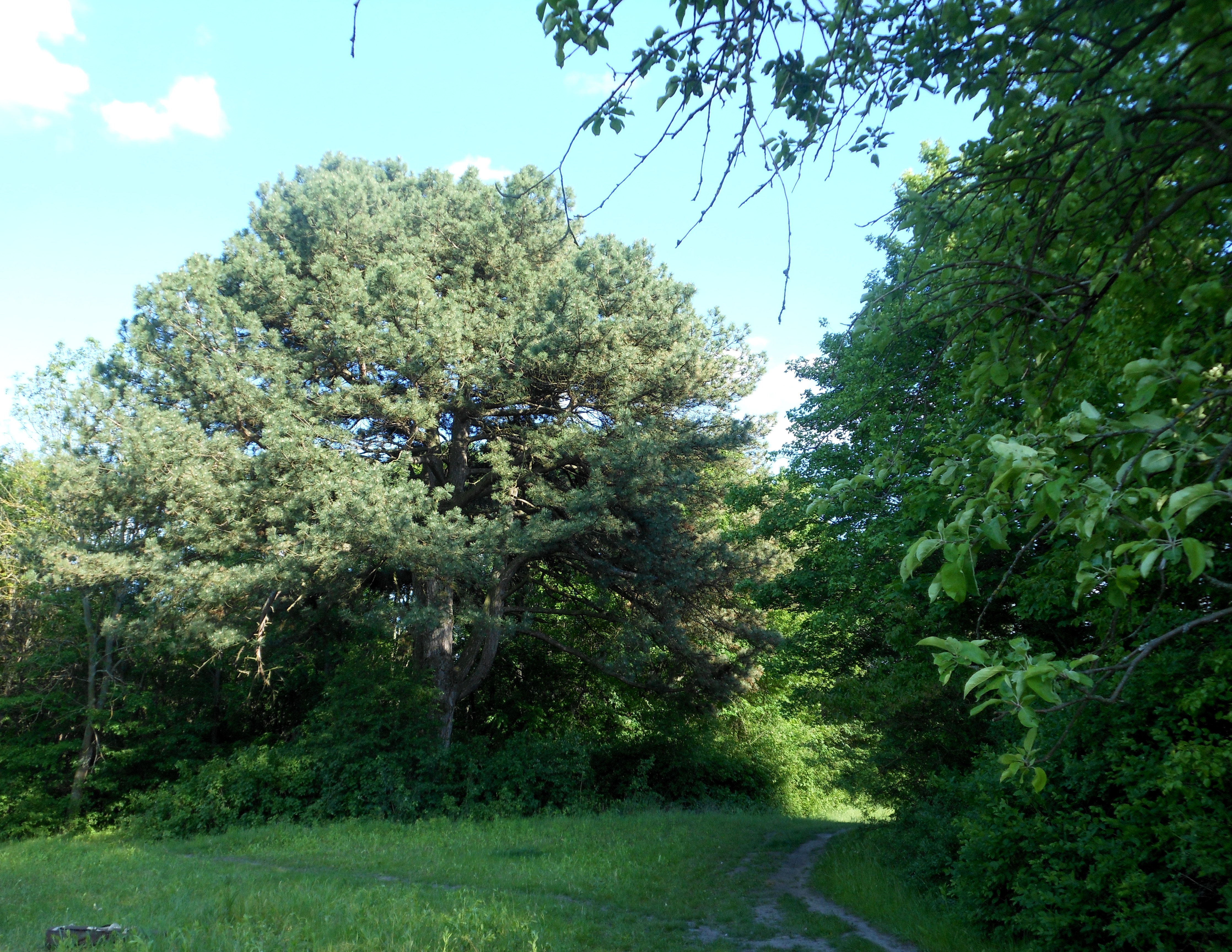
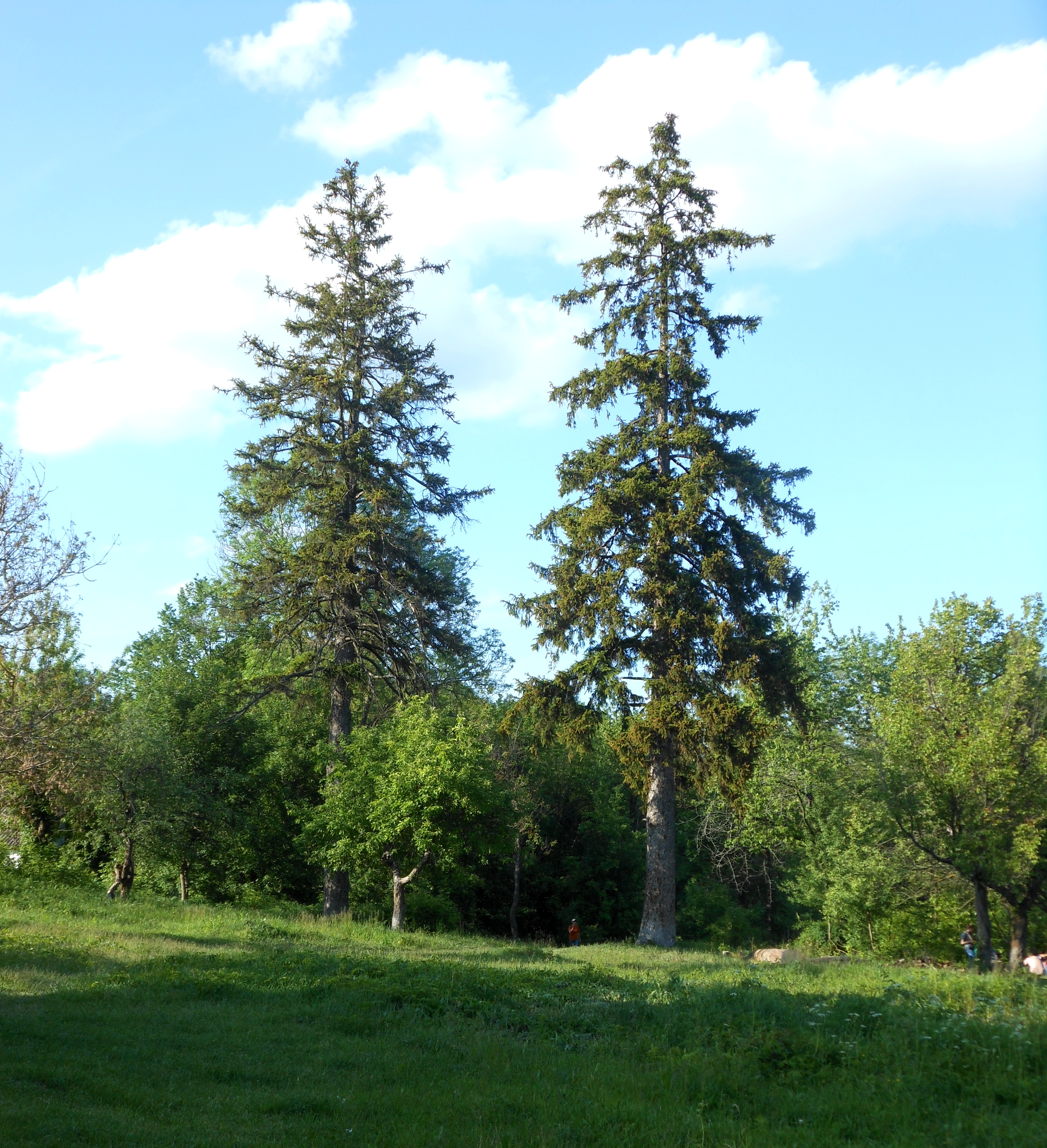